# Schirair Sefilian

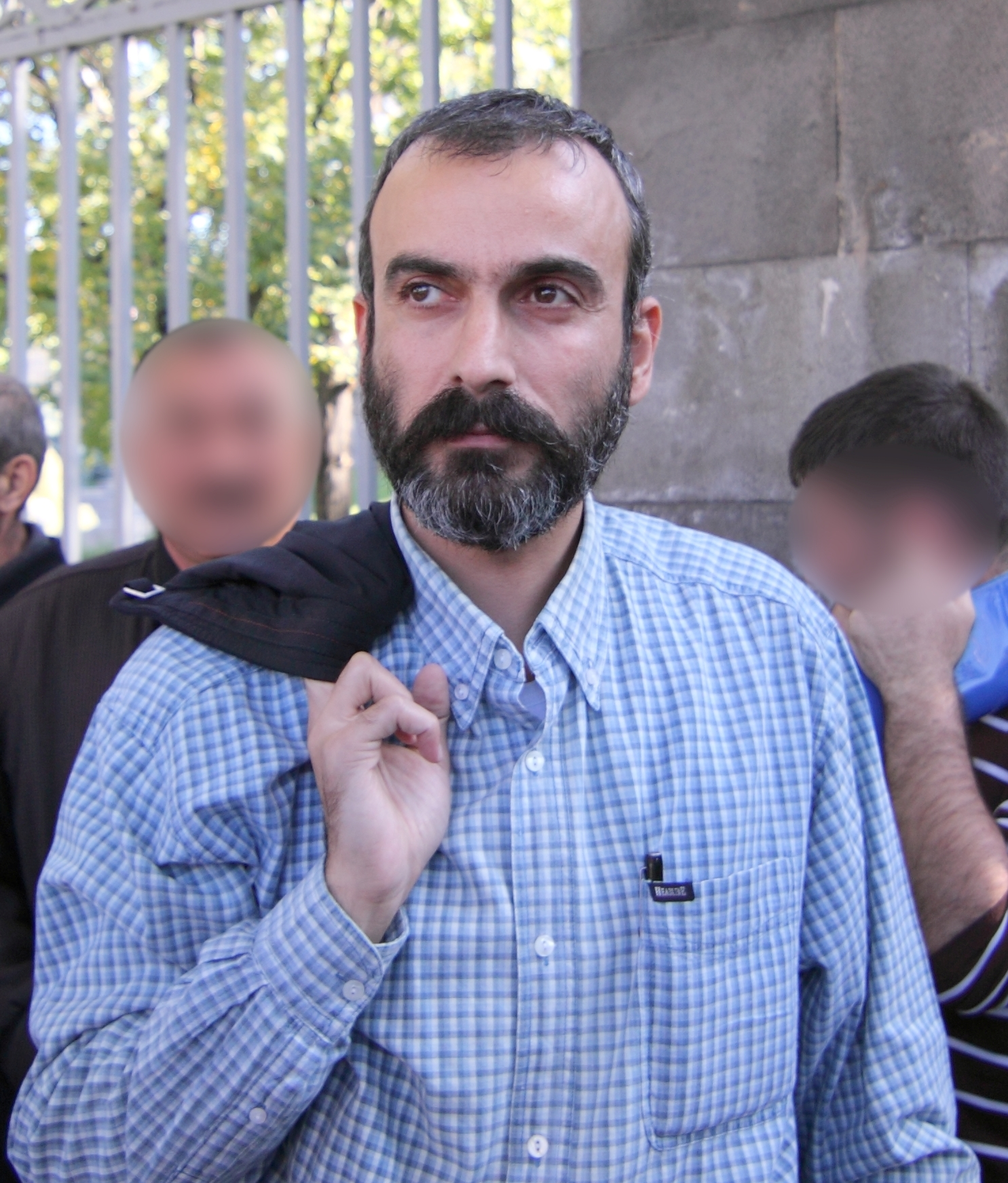
Schirair Sefilian

Schirair Sefilian (armenisch Ժիրայր Սէֆիլեան; * 10. Juli 1967 in Beirut, Libanon; Jirair Sefilian) ist ein ehemaliger armenischer Militärkommandant während des Bergkarabachkonflikts und Brigadekommandeur der Streitkräfte der international nicht-anerkannten Republik Bergkarabach zwischen 1997 und 1998. Heutzutage gilt er als einer der führenden Oppositionspolitiker Armeniens, Anführer der konstituierenden Parlamentsbewegung und Mitbegründer der „Neuen Armenischen Zivilen Befreiungsfront“.

## Biographie
Sefilian absolvierte 1986 das armenische Kolleg „Gevorg Tschatalbaschian“ in Beirut. Während des libanesischen Bürgerkrieges (1975–1990) beteiligte er sich an der Selbstverteidigung der armenischen Gemeinde und agierte gleichzeitig als Mitglied und politischer Aktivist der libanesischen Vertretung der nationalistischen Armenischen Revolutionären Föderation (ARF). 1990 wurde Sefilian nach Armenien entsandt, um freiwillige militärische Einheiten für den bevorstehenden Krieg mit Aserbaidschan in Bergkarabach auszubilden. Ab 1991 nahm er unmittelbar an den bewaffneten Kämpfen teil. Die von ihm persönlich befehligten Spezialeinsatzkräfte spielten eine entscheidende Rolle bei der Eroberung der damals mehrheitlich aserbaidschanisch besiedelten Stadt Schuscha im Mai 1992. Seine Einheiten waren zudem im weiteren Kriegsverlauf an der Eroberung der Städte Aghdam, Kəlbəcər, Mardakert (Ağdərə) und Martuni (Xocavənd) involviert.
Nach dem Bergkarabachkrieg lebte Sefilian für zwei Jahre im Libanon, kehrte aber 1997 wieder nach Bergkarabach zurück und wurde dort im Rang eines Oberstleutnants zum Brigadekommandanten berufen. 1999 verließ er die Reihen der ARF und widmete sich ab 2001 der aktiven politischen Tätigkeit als radikaler Oppositioneller.
Am 10. Dezember 2006 wurde Sefilian zusammen mit seinem Mitstreiter Wardan Malchasjan verhaftet und wegen der öffentlichen Aufrufe zur gewaltsamen Änderung der Verfassungsordnung und des illegalen Waffenbesitzes zu eineinhalb Jahren Haft verurteilt. Nach Verbüßung der Strafe kam er im Juni 2008 frei. Sefilian übte immer wieder scharfe Kritik an der Regierung von Sersch Sargsjan. In einem Interview 2013 behauptete er, Sargsjan und Robert Kotscharjan hätten keinen großen Einfluss in Bergkarabach. Beide beschuldigte er der weitverbreiteten Korruption in Armenien.
Im April 2015 wurde Sefilian erneut inhaftiert. Diesmal warfen ihm die Sicherheitsbehörden Armeniens die Vorbereitung von Massenunruhen vor. Die lokalen Menschenrechtler bezeichneten seine Festnahme als politisch motiviert. Einen Monat später wurde er wieder freigelassen. Sefilian stellte sich dezidiert gegen die geplanten Verfassungsänderungen und gründete im Dezember 2015 gemeinsam mit dem Chef der Partei „Erbe“ Raffi Howannisjan die Neue Armenische Zivile Befreiungsfront.
Am 20. Juni 2016 wurde Sefilian zum dritten Mal in Haft genommen. Diesmal erklärte die Sonderermittlungsbehörde Armeniens, Sefilian und seine Mitstreiter hätten geplant, die strategisch wichtigen Regierungsgebäude, Kommunikationseinrichtungen und den Fernsehturm von Jerewan mit Gewalt unter ihre Kontrolle zu bringen. Waruschan Awetisian, einer der Anführer des Sasna-Tsrer-Aufstandes behauptete jedoch, Sefilian wurde verhaftet, weil dieser den Plänen der Sargsjan-Regierung, sich auf Konzessionen im Bergkarabachkonflikt zu einigen und einige armenisch besetzte Territorien um Bergkarabach herum an Aserbaidschan zurückzugeben, in den Weg stellte.
Am 17. Juli 2016 kam es zur blutigen Geiselnahme von Jerewan, die zwei Wochen lang andauerte. Die beteiligten Aufständischen verlangten die Freilassung von Sefilian und den Rücktritt von Sersch Sargsjan.
Im März 2018 wurde Sefilian von einem Bezirksgericht Jerewans zu 10,5 Jahren Freiheitsstrafe verurteilt. Nach der Revolution in Armenien 2018 und dem Sturz der Sersch-Sargsjan-Regierung reichte Sefilian bei einem Berufungsgericht einen Antrag auf vorzeitige Freilassung ein. Er wurde am 13. Juni direkt aus dem Gerichtssaal entlassen.